# Nathalie Blanc (géographe)
 (mars 2015).
Si vous disposez d'ouvrages ou d'articles de référence ou si vous connaissez des sites web de qualité traitant du thème abordé ici, merci de compléter l'article en donnant les références utiles à sa vérifiabilité et en les liant à la section « Notes et références ».
Nathalie Blanc est une géographe et artiste française, née en 1964, directrice de recherche au CNRS, spécialiste des mobilisations environnementales et de l'Anthropocène. Ses thèmes de recherches concernent également la nature en ville et l’esthétique environnementale.
Entre 2008 et 2012, elle est co-responsable du programme ANR (Agence nationale de la recherche) Évaluation des trames vertes urbaines et élaboration de référentiels : une infrastructure entre esthétique et écologie pour une nouvelle urbanité. Elle travaille sur l'investissement des milieux de vie par les habitants dans le cadre d’une étude prospective en France, États-Unis, Pays-Bas, Allemagne et Russie. Depuis 2011 elle est la déléguée française d’un projet européen, avec quatorze pays, intitulé Investigating cultural sustainability.

## Programme de recherche
Nathalie Blanc soutient sa thèse intitulée "La nature dans la cité" en 1995 à l'Université Panthéon-Sorbonne sous la direction de Nicole Mathieu. Elle a depuis participé à de nombreux programmes de recherche. Ses apports concernent d'abord la nature en ville et l'esthétique environnementale. Depuis les années 2000, elle approfondit le thème des mobilisations environnementales et écologiques selon une lecture territoriale, culturelle et politique. Elle questionne alors la créativité et l'art comme moteurs de dynamiques d'innovation sociale.
Elle a notamment travaillé sur l’investissement habitant des milieux de vie entre 2003 et 2008 dans le cadre d’une étude prospective internationale entre la France, les États-Unis, les Pays-Bas, l'Allemagne et la Russie. À partir de 2006, elle co-dirige le Programme national Ville et Environnement (PIRVE) puis la Prospective Nationale de la Recherche Urbaine (PNRU). Elle travaille en lien avec le Ministère chargé de l'Environnement pour le projet CAPADAPT.
Entre 2008 et 2012, elle a été co-responsable du programme ANR "Évaluation des trames vertes urbaines et élaboration de référentiels : une infrastructure entre esthétique et écologie pour une nouvelle urbanité" avec Philippe Clergeau. Ce travail se poursuit avec de nombreux projets liant l’analyse territoriale aux apports sociaux, culturels et écologiques des organisations de la société civile. Depuis 2014, elle est responsable du projet « CIVIC'ACT. Le rôle des associations environnementales locales dans les transformations urbaines de la métropole du Grand Paris » qui bénéficie des financements d'excellence Idex/Labex sur l'Anthropocène.
Membre fondateur du portail français des Humanités Environnementales, elle a été, de 2011 à 2015, la déléguée française du réseau de recherche européen COST « Investigating cultural sustainability » (European Cooperation Brussels in the field of Scientific and Technical Research – COST IS1007) et est aujourd’hui déléguée du programme européen COST sur les nouveaux matérialismes « How Matter Matters » (COST IS1307). Elle a dirigé le laboratoire LADYSS UMR 7533 de 2014 à 2018 avant de fonder le Centre des Politiques de la Terre (CPT) en 2019, qu’elle dirige actuellement,.

## Expérimentations et travaux artistiques
- 2014-2015 : Galerie VivoEquidem[11], Paris : Ce Qui Fait Fragilité, rédaction d’un Manifeste Ce qui fait Fragilité, distribué en ligne, et mis en scène - Proposition artistique sous forme d’outres sonores ; élaboration musicale de textes chantés - Performance-Lecture à deux voix (avec Émeline Eudes) à partir d’un ensemble de textes récoltés à partir d’un appel sur les réseaux sociaux sur le thème de la fragilité -Organisation d’une série d’évènements : performances, conférences, concert[1].
- 2013 : Création poético-musicale Cerebro, en trois langues, réalisée avec JET fm, Nantes. Performance lecture/musique par Nathalie Blanc/Amaury Bourget- SemoNO!LinA, au centre socio-culturel de la Bernardière (JET FM), St-Herblain.
- 2012-2013 : Projet B4, Les pourrissoirs, Villes de Nantes (44000). Forme : installation en extérieur, module technique de fermentation et texte/images/sons Clara-Clara : vidéo à partir d’un texte de Nathalie Blanc une bande sonore d'Amaury Bourget et des images animées de Philippe Brioude. La première projection a lieu à la galerie VivoEquidem en janvier 2015
- 2012 : Lecture et musique en situation avec A. Bourget, Invitation à réaliser une performance dans le Domaine Départemental de Chamarande. Réalisation d’un corpus de textes ; lecture de ces textes à voix haute des douves du domaine au parc où A. Bourget musicien se situe et joue de la musique en plein air.
- 2010 : Collaboration dans le cadre du troisième volet de « Parties prenantes » et d'une expérimentation proposée par l'École des arts politiques, Sciences-Po Paris. Prenant comme point de départ la question de la zac Paris-Rive Gauche. Avec Damien Bright, Dominique Dehais, Elsa Delberghe, Emmanuel Doutriaux, Bastien Gallet, Camila Gomes Sant Anna, Franck Leibovici, Patrice Maniglier, Emilie Marc, Axel Meunier, Valérie Pihet, Lucille Uhlrich, Tommaso Venturini et l'Université Paris Diderot - Paris 7, l'ENSA Paris Val de Seine, Sciences-Po Paris.
- 2009 : Collaboration avec Amaury Bourget, musicien, dans le cadre de l'exposition Ecoplasties, cosmogonies non-domestiques, Galerie Le Macareux, Paris - Réalisation d’une exposition de dessins et de textes ; lecture à voix hautes de textes accompagnée en musique par Amaury Bourget.
- 2009 : Collaboration avec Amaury Bourget dans le cadre de la Biennale internationale des poètes en Val-de-Marne à Gare au Théâtre à Vitry. Réalisation d’une performance sonore, lecture de textes propres accompagnée en musique.
- 2008 : Collaboration avec Gilles Bruni, éco-artiste, sur le site de la communauté d’agglomération de Béthune dans le cadre d’un travail de valorisation de la Chartreuse des femmes, domaine religieux en friche, de la commune de Gosnay. Création d’une bande sonore à partir d’un recueil de témoignages sur la qualité des vies locales ; mise en scène graphique, textuelle et sonore de ces textes et poésies avec la collaboration d’Amaury Bourget.
- 2007 : Le monde est rond [LMER]. Contribution aux activités d’une association par diverses missions de pratiques poétiques intégrant l’environnement naturel, social, économique, architectural, urbain. Création d’un recueil de poésie contemporaine : Olivier Cadiot, E. Cummings, Gertrude Stein. Lectures de poésie contemporaine dans divers cadres urbains avec des participants invités à lire un recueil édité pour l’occasion.
- 2000-2005 : Publications. Textes courts dans des revues : Jardin d’essai, numéro spécial : La poésie suisse de langue française no 21-22 (printemps 2001) avec : dans la rubrique Écritures : Amari Hamadene, Michel Gendarme, Hélène Vidal, Stéphane François, Claire Julier, Nathalie Blanc, Patricia Martin-Deffrennes, Stéphane Bataillard, Framboise Kerloc’h, Gaëlle Bodelet, Jean-Jacques Nuel.
- 2000-2004 : Traduction de l’américain de L’hommage à Creeley du poète Jack Spicer : revue If no 20/2002.
- 1996 : Objet particulier. Réalisation en collaboration avec Claude Bossion (Association CinéMémoire) et diffusion (festival de Clermont-Ferrand, Arte) d’un film court documentaire couleur (20 min) autoproduit (VHS Pal Secam) : Objet particulier. À l’issue des Beaux-Arts, expositions personnelles de travaux sonores (histoires enregistrées et diffusées par magnétophone déposé dans la galerie), installations (d’objets trouvés dans la rue) et images (travaux graphiques).
- 1986-1995 : Expositions collectives et personnelles à la Galerie Crime, Paris dans le cadre d’une collaboration avec l’association Crime comprenant D. Berthé, C. Gaussot, L. Kotan.

## Publications
- Adisson Félix, Barles Sabine, Blanc Nathalie, Coutard Olivier, Frouillou Leïla et Rassat Fanny, Pour la recherche urbaine, [s.l.] : CNRS Éditions, 2020, 448 p.  (ISBN 9782271132611)[12].
- Blanc Nathalie, Manola Thèa et Degeorges Patrick (dirs.), Forms of Experienced Environments: Questioning Relations Between Humans, Aesthetics, and Sciences, [s.l.] : Cambridge Scholars Publisher, 2020, 225 p.  (ISBN 978-1-5275-4528-1)[13]
- Sabine Barles, Nathalie Blanc, Ecologies urbaines : sur le terrain, Paris, Economica, coll. « Anthropos », 2016 (ISBN 978-2-7178-6881-4).
- Nathalie Blanc, Les formes de l’environnement. Manifeste pour une esthétique politique, MétisPresses, coll. « Champcontrechamp », 2015, 240 p. (ISBN 978-2-940406-31-9 et 2-940406-31-6).
- Nouvelles esthétiques urbaines, Paris, Armand Colin, 2012, 219 p. (ISBN 978-2-200-24849-9).
- Nathalie Blanc et Julie Ramos, Ecoplasties, art et environnement, Paris, éditions Manuella, 2010, 228 p. (ISBN 978-2-917217-06-1).
- Nathalie Blanc, Vers une esthétique environnementale, Paris, QUAE, coll. « NSS Indisciplines », 2008, 228 p. (ISBN 978-2-7592-0112-9).
- Nathalie Blanc, L’animal dans la ville, Paris, Odile Jacob, 2000, 232 p.